# Пролин
Пролин (Pro или P) је неесенцијална аминокиселина.

## Биосинтеза
Биосинтеза почиње фосфорилацијом и редукцијом карбоксилног постраничног ланца глутамата.
Производ реакције глутамат гама-семиалдехид, спонтано циклизује у неензимској реакцији којом настаје делта1-пиролин-5-карбоксилат. Редукцијом овог међупродукта настаје пролин.
Код сисара биосинтеза се може одвијати и на други начин кроз циклус уреје. У овом путу аргинин служи као први међупроизвод који прелази у орнитин. Из орнитина и алфа-кетоглутарата уз помоћ ензима орнитин алфа-аминотрансферазе настаје глутамат гама семиалдехид.